# Клдисцкаро (Цагвли)
Клдисцкаро (Цагвли) (груз. კლდისწყარო) — село в Грузии. Находится в Хашурском муниципалитете края Шида-Картли. Высота над уровнем моря составляет 840 метров. Население — 139 человек (2014).